# Felice Valentino
Felice Valentino (Reggio Calabria, 18 marzo 1816 – Reggio Calabria, 1901) è stato un letterato e giurista italiano.

## Biografia
Di antica e nobile famiglia reggina, a 23 anni si laureò a Napoli in giurisprudenza e poco dopo in lettere e filosofia.
Presto si distinse nella sua città quale scrittore e poeta.
Fu tra i redattori più attivi ed apprezzati della Fata Morgana. Come poeta, scriveva poesie lodate: nella maggior parte sonetti patriottici. La sua vasta produzione è in parte diffusa in giornali e riviste, in parte ancora inedita, in parte dispersa dopo il tremendo terremoto del 1908.
Patriota fervido, di pensiero ed azione, visse tra persecuzioni e pericoli per la sua attività generosa ed instancabile. Avvocato tra i maggiori del Foro reggino, difese nel 1848 Saverio Vollaro e Giovanni Andrea Romeo.
Nel 1849 fu segretario del Comitato rivoluzionario locale e, condannato, si diede alla latitanza; poté tornare in famiglia soltanto in seguito all'indulto del 1855.
Dopo l'entrata di Garibaldi fu nominato giudice di Gran Corte ed in tale qualità presiedette a Catanzaro la prima Corte di Assise che funzionò nell'Italia Meridionale dopo l'unità del Paese.
Consigliere di Corte d'appello per molti anni a Catania e Messina, Consigliere di Cassazione a Palermo e a Napoli, morì col titolo onorifico di Primo Presidente di Corte d'Appello e la città di Reggio intitolò a suo nome una strada.
Fu padre di Giuseppe Valentino, deputato del Regno e sindaco della ricostruzione di Reggio dopo il catastrofico terremoto del 1908.

## Opere
- Biografia dell'antica poetessa Nosside di Locri, 1877
- La fata Morgana, in versi, 1895.